# Hypena radicalis
Hypena radicalis är en fjärilsart som beskrevs av Swinhoe 1889. Hypena radicalis ingår i släktet Hypena och familjen nattflyn. Inga underarter finns listade i Catalogue of Life.